# تپه توبره ریز ۳
تپه توبره ریز ۳ مربوط به دوران پارینه‌سنگی جدید - دوران فرادیرینه‌سنگی است و در شهرستان کرمانشاه، بخش مرکزی، دهستان دورود فرامان، ۱ کیلومتری جنوب روستای سیاه بید علیا واقع شده و این اثر در تاریخ ۲۶ اسفند ۱۳۸۷ با شمارهٔ ثبت ۲۵۵۰۴ به‌عنوان یکی از آثار ملی ایران به ثبت رسیده است.